# Necros Christos
A Necros Christos (görögül: νεκρός Χριστός, "halott Krisztus") német death-doom együttes, amely 2001-ben alakult Berlinben. Lemezeiket a Ván Records kiadó jelenteti meg.

## Története
Első demójuk 2002-ben jelent meg. 2006-ban a "Sepulchral Voice Records" kiadóval kötöttek szerződést, a rá következő évben pedig megjelent az első nagylemezük.
Ezt követően Luciferus Christhammer dobos kilépett a zenekarból, helyére Raelin Iakhu került. Elkezdtek dolgozni a második lemezükön, amely 2011 tavaszán jelent meg, és pozitív fogadtatásban részesült.
2018-ban jelent meg a harmadik stúdióalbumuk. A zenekar bejelentette, hogy ez lesz az utolsó albumuk. Az album a német slágerlistán a kilencvenedik helyet érte el.

## Stílusuk
A zenekar "lassú, egyszerű, tank-szerű súlyossággal és ördögi hörgéssel, illetve fura, meghatározhatatlan okkult minőséggel" rendelkezik.
Mors Dalos Ra énekes szerint a zenekar sokkal jobban hasonlít a Black Sabbath és Mercyful Fate jellegű együttesekre (leginkább az okkult téma miatt), mint a hagyományos death metal együttesekre. Zeneileg viszont inkább a keleti folklór hatott rá, főleg Perzsia, India és az arab országok. További zenei hatásai az olasz és német barokk zene, illetve a hatvanas/hetvenes évek okkult rock együttesei, mint a Coven, a Salem Mass és a The Jimi Hendrix Experience.
2021-ben bejelentették, hogy lezárják pályafutásukat.

## Diszkográfia

### Demók
- 2002: Necromantic Doom
- 2003: Black Mass Desecration
- 2004: Ritual Doom Rehearsal
- 2004: Grave Damnation
- 2004: Ritual Crucifixion

### Stúdióalbumok
- 2007: Triune Impurity Rites
- 2011: Doom of the Occult
- 2018: Domedon Doxomedon

### EP-k, kislemezek
- 2004: Curse of the Necromantical Sabbath
- 2004: Baptized by the Black Urine of the Deceased
- 2005: Necros Christos / Loss (split lemez)
- 2006: Necros Christos / Teitanblood (split lemez)
- 2014: Nine Graves